# P902 Pollux (2015)
De P902 Pollux is een Belgisch kustwachtvaartuig van de Marinecomponent van de Belgische Strijdkrachten. Dit patrouilleschip of Ready Duty Ship (RDS) heeft als opdrachten onder meer de visserijwacht, deelname aan multinationale visserijcontroles, deelname voor het Europese controle agentschap aan visserijcontrole in de wateren van de Europese Unie, staalname olieverontreiniging en de bestrijding van vervuiling. Het schip neemt daarmee de taken over, evenals de gezagvoerder en een deel van de bemanning van de A963 Stern, die van 2000 tot 2014 in dienst was van de Belgische Marine.
Het schip werd in 2014 te water gelaten op de scheepswerf van Sociéte Calaisienne de Réparation Navale et Mécanique (Socarenam) te Boulogne-sur-Mer. De doop en indienstname vond plaats op 6 mei 2015. Doopmeter was prinses Elisabeth die hiermee haar eerste officiële daad stelde als kroonprinses, vergezeld van koning Filip en koningin Mathilde. De thuishaven van het schip zal het Kwartier Marinebasis Zeebrugge zijn.
De aankoopprijs van het schip bedraagt 13 miljoen euro. De bemanning van 15 personen kan wanneer nodig of nuttig aangevuld worden met tot 20 opstappers, van bv. politie of douane. Aan boord van het schip zijn twee RIBs beschikbaar die een snelheid tot 37 knopen halen. De bewapening bestaat uit het Sea deFNder systeem van FN Herstal, kaliber .50 (12.7 mm). Het schip is een zusterschip van de P901 Castor dat in juli 2014 in dienst kwam.